# Rohrreiniger
Rohrreiniger sind Mittel oder Apparate zur Beseitigung von verschmutzungsbedingten Verstopfungen von Abwasserrohren. Bei chemischen Wirkmitteln ist auch die Bezeichnung Abflussreiniger gebräuchlich. Chemische Rohrreiniger kommen bei Rohrverschluss durch organisches Material zum Einsatz.
Als Abflussreiniger sind Granulate und flüssige Mittel erhältlich, die gewöhnlich stark ätzende, alkalische Inhaltsstoffe enthalten, um Fette zu verseifen und polymere bzw. proteinhaltige organische Stoffe zu hydrolysieren, somit diese in Wasser aufzulösen und so einen Verschluss zu beseitigen. Weil alkalische Mittel bei falscher Anwendung aufgrund chemischer Reaktionen zu Hitzeentwicklung führen können, werden auch Abflussreiniger auf enzymatischer Basis eingesetzt, die ein Beschädigungsrisiko der Sanitärinstallationen reduzieren. Als mechanische Apparate zur Rohrreinigung kommen Saugglocken (ugs. „Pümpel“ oder „Pömpel“) zum Einsatz. Bei ausgeprägten Rohrverstopfungen werden manuell oder maschinell angetriebene Rohrreinigungsspiralen eingesetzt. Weitere mechanische Rohrreinigungsapparate sind Lufthochdruckgeräte und Spülköpfe.

Chemische und mechanische Mittel und Apparate zur Rohrreinigung
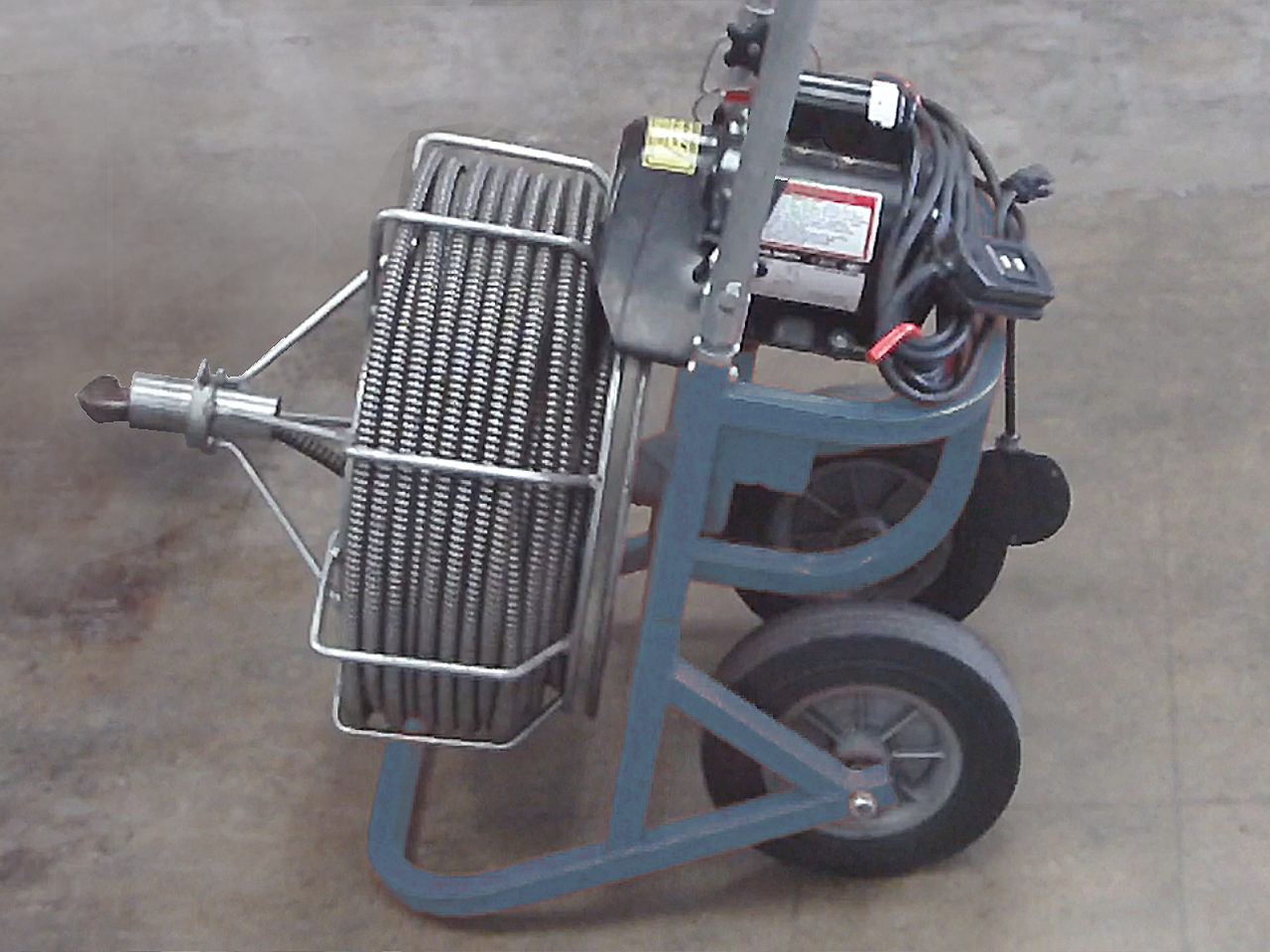
Elektrisch betriebene Rohrreinigungsspirale
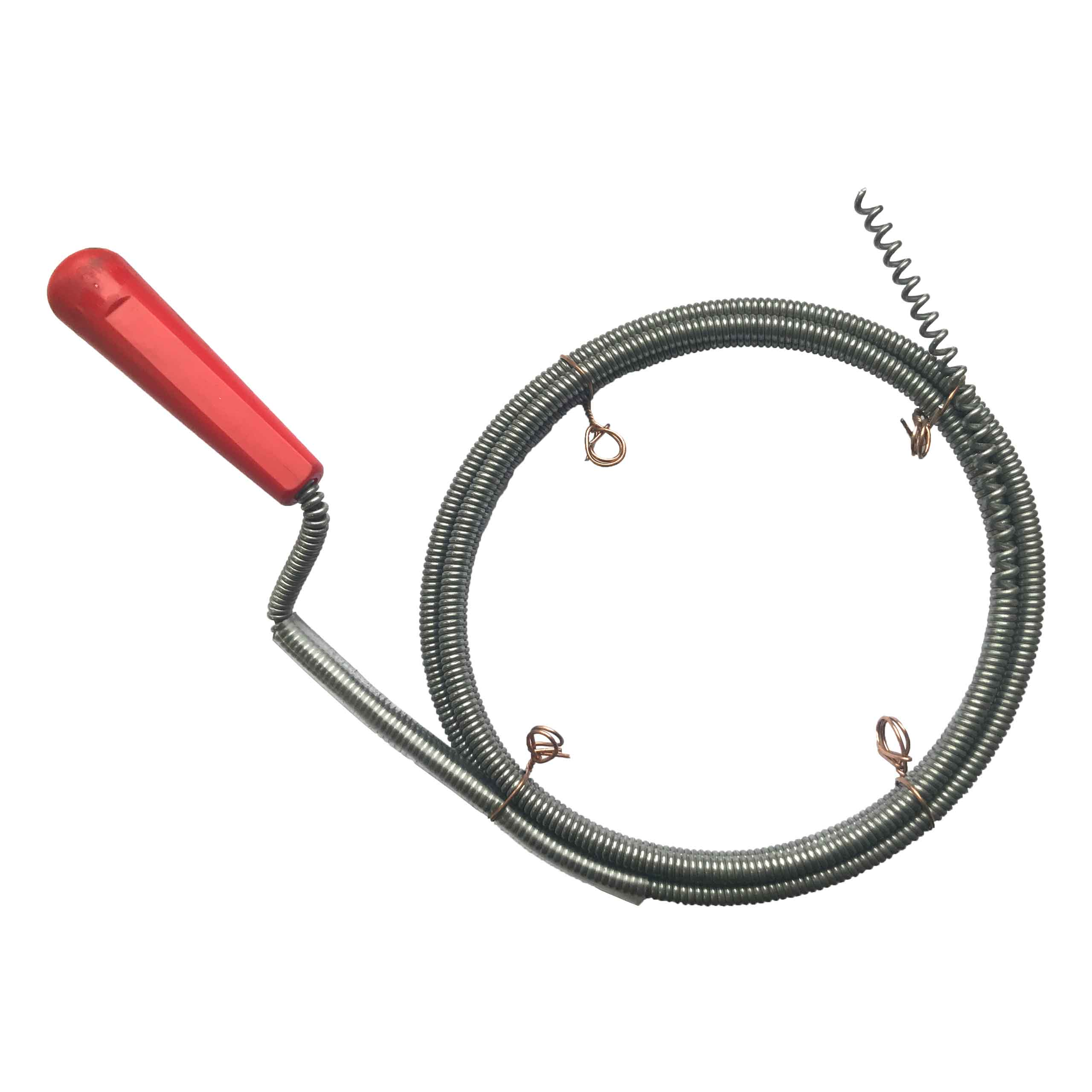
Handbetriebene Rohrreinigungsspirale
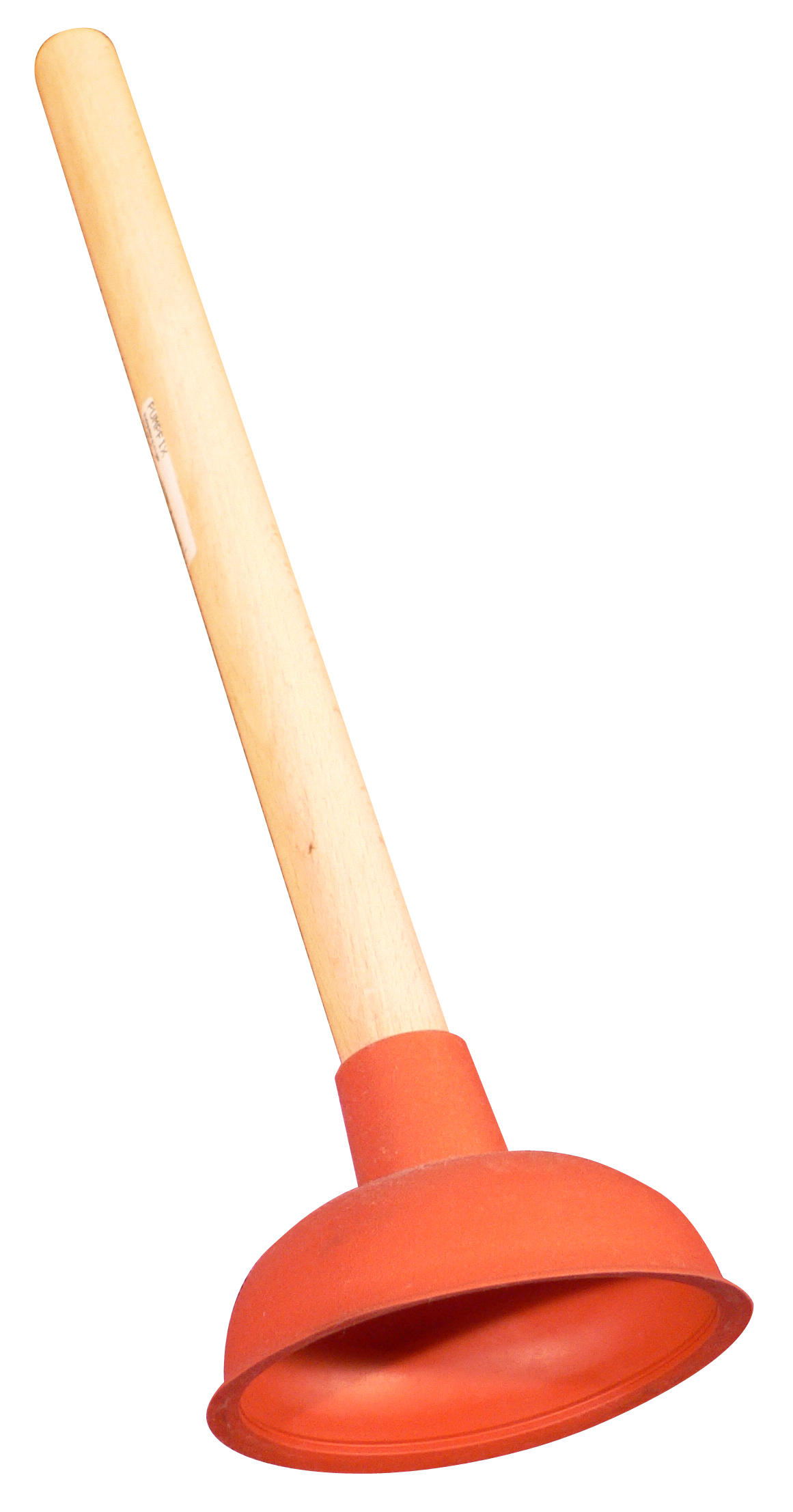
Saugglocke („Pömpel“)
Spülkopf zur Rohrreinigung
Rohrreiniger Biologisch
Gel-Rohrreiniger chemisch
Druckpumpe zur Rohrreinigung DIY

## Anwendung
Bei der Anwendung von Rohrreinigern sind verschiedene produktspezifische Benutzungshinweise sowie von der Art des Schadensbildes abhängige Anwendungsregeln zu beachten. In der Regel sind diese bei chemischen Mitteln auf der Verpackung als Sicherheits-, Schadstoff- sowie Anwendungshinweise aufgedruckt. Gleiches gilt für mechanische Apparate zur Rohrreinigung. Diese finden sich in der Regel in der Bedienungsanleitung. Es empfiehlt sich die Anwendungshinweise genau zu bachten, um Schäden an der Abwasserinstallation zu vermeiden. Zur Entsorgung von Reststoffen sind die Verfahren auf den Verpackungsgebinden vermerkt. In schwierigen Fällen von Rohrverschlüssen wird eine Demontage und manuelle Reinigung empfohlen.
Damit chemische und biologische Rohrreiniger wirken können, muss der Rohrverschluss einerseits aus organischen Stoffen bestehen, die andererseits genügend Poren bzw. Hohlräume aufweisen, um das im Wasser gelöste Mittel langsam durchsickern zu lassen. Dabei handelt es sich häufig um Haare oder Speisereste, die sich im Geruchsverschluss des Ablaufbeckens ansammeln. Diese werden vom Rohrreiniger nur teilweise aufgelöst, so dass es mittelfristig erfolgversprechender ist, den Siphon aufzuschrauben und die Verschlussstoffe manuell zu entfernen. Beim Einsatz von chemischen Rohrreinigern können in Verbindung mit anderen Reinigungsmitteln giftige Gase entstehen. Daher ist bei der Anwendung auf ausreichende Lüftung, das Tragen von Schutzhandschuhen und ggf. einer Schutzbrille zu achten.
Bei Überdosierung von chemischen Rohrreinigern kann eine starke Hitzeentwicklung in Kunststoff-Abflussrohren zur Versprödung oder gar zum Schmelzen der Rohre führen.
Wird zum Entfernen von Verschlüssen eine Saugglocke oder Druckpumpe eingesetzt, ist es hilfreich, dabei den Überlauf von Waschbecken oder Badewanne zu verschließen, damit die Druckwelle ihre Wirkrichtung optimal entfalten kann. Bei fehlerhafter Anwendung von Saugglocke oder Druckpumpe können die lediglich über Dichtringe zusammengesteckten Abwasser-Rohrverbindungen auseinandergedrückt werden.

## Bezugsquellen
Sowohl chemische als auch mechanische Rohrreiniger sind im Handel frei erhältlich, soweit sie für den Hausgebrauch vorgesehen sind. Hochdruckspülköpfe und maschinell angetriebene Reinigungspiralen sind Spezialgeräte und werden von Fachfirmen der Kanalreinigung eingesetzt.